# Медовка (Оренбургская область)
Медовка — хутор в Оренбургском районе Оренбургской области. Входит в состав Пригородного сельсовета.

## История
В 1966 г. Указом Президиума ВС РСФСР поселок фермы учебного хозяйства сельскохозяйственного института переименован в Медовка.

## Население
| 2010 |
| ---- |
| 47   |